# مکانیک (فیلم ۲۰۱۱)
مکانیک (به انگلیسی: The Mechanic) یک فیلم اکشن و دلهره‌آور آمریکایی محصول سال ۲۰۱۱ به کارگردانی سایمون وست با بازی جیسون استاتهام و بن فاستر است. این فیلم که توسط لوئیس جان کارلینو و ریچارد ونک نوشته شده است، این فیلم بازسازی فیلمی به همین نام مکانیک (فیلم ۱۹۷۲) محسوب می‌شود. استاتهام در نقش آرتور بیشاپ، یک قاتل حرفه‌ای که متخصص در ساختن ضربه‌هایش مانند تصادف، خودکشی یا اعمال جنایتکاران کوچک است، بازی می‌کند. فیلم در ۲۸ ژانویه ۲۰۱۱ در ایالات متحده و کانادا منتشر شد و نظرات متفاوتی داشت. دنباله‌ فیلم به نام مکانیک: رستاخیز در ۲۶ آگوست ۲۰۱۶ منتشر شد.

## داستان
آرتور بیشاپ (جیسون استاتهام) یک قاتل حرفه‌ای است که تخصص و خدمات منحصر به فرد خود را در اختیار یک کمپانی گذاشته؛ کمپانی‌ای که گروهی از تبهکاران سطح بالا آن را اداره می‌کنند. بیشاپ یک حرفه‌ای کمال‌گراست که دوست دارد برای کشتن قربانیان‌اش سناریوهای ظریف و پیچیده طراحی کند.